# Hamlaoui Mekachera
Hamlaoui Mekachera, né le 17 septembre 1930 à Souk Ahras en Algérie et mort le 17 octobre 2018 à Saint-Aubin (Jura), est un homme politique français.
Il a été secrétaire d'État puis ministre délégué aux Anciens combattants (auprès du ministre de la Défense) de juin 2002 à mai 2007.

## Biographie
Hamlaoui Mekachera est né le 17 septembre 1930 à Souk Ahras en Algérie. Il est le fils de Oumssad et Hamel Mekachera[réf. nécessaire]. Trois générations d'officiers se succèdent dans la famille puisque son père était officier de l'armée française et un de ses fils l'a été également. Son père, après avoir combattu lors de la Première Guerre mondiale, fut assez gravement blessé au cours de la guerre du Rif et décéda des suites de ses blessures en 1930 alors que Hamlaoui Mekachera est âgé d'un an[réf. nécessaire].
En 1943, Hamlaoui Mekachera intègre l'École des enfants de troupes de Miliana. Après un baccalauréat scientifique (Math/Elem) et les classes préparatoires, il doit s'engager dans l'armée pour cinq ans et en 1949, à 19 ans, il part pour l'Indochine, comme sergent au sein 6e régiment de tirailleurs algériens.
En 1957, il réussit le concours d'École d'arme de l'infanterie  et intègre l'École d'application de l'infanterie de Saint-Maixent-l'École en qualité d'officier élève.
En 1959, durant la guerre d'Algérie, il est affecté à la défense de la ligne Morice sur la frontière algéro-tunisienne.
En 1968, à 38 ans, il reprend des études de droit, quitte l'armée d'active avec le grade de commandant et engage en 1977 une nouvelle carrière dans les hôpitaux en tant que directeur d'hôpital.
Hamlaoui Mekachera meurt le 17 octobre 2018 dans sa résidence de Saint-Aubin dans le Jura.

### Famille
Hamlaoui Mekachera est marié à une Poitevine et père de trois filles et quatre garçons.

## Études
- École d'application de l'infanterie de Saint-Maixent-l'École
- Licence en droit public, Nantes
- École nationale de la Santé publique, Rennes
- Lauréat du Centre supérieur des affaires, Jouy-en-Josas

## Carrière professionnelle
- Officier d’infanterie en Algérie en 1958, Hamlaoui Mekachera poursuit sa carrière en France à partir de 1962. Jusqu’en 1965, il est tour à tour lieutenant, capitaine puis commandant au 60e régiment d’infanterie (RI) de Lons-le-Saunier.
- En 1965, il rejoint le 137 RI de la Roche-sur-Yon puis le Centre d’instruction du service de santé des armées à Nantes. Promu commandant de compagnie en 1976, Hamlaoui Mekachera devient directeur de l’Instruction. Par la suite, il intègre l'ENSP  et à sa sortie prend la tête du Centre psychothérapique du Jura, dont il est directeur jusqu’en 1986. Il dirige ensuite, et jusqu’en 1995, le Centre hospitalier spécialisé du Jura.
- De 1988 à 1995, Hamlaoui Mekachera est membre du Conseil supérieur des hôpitaux et de la Commission nationale de nomination des médecins chefs de service.
- Appelé comme délégué ministériel à l’Intégration dans le gouvernement d’Alain Juppé en 1995, Hamlaoui Mekachera devient membre du Conseil économique et social en 1998 jusqu'en 2002[1].
- En tant que ministre délégué aux anciens combattants (juin 2002-mai 2007), il rebaptisa dès 2002 en allocation de reconnaissance la rente « Jospin » accordée aux harkis en 1999.
- Le 10 octobre 2010 il est nommé vice-président de la Fondation pour la mémoire de la guerre d'Algérie par Hubert Falco, le secrétaire d'État aux anciens combattants. Cette fondation avait été prévue par l'article 3 de la loi du 23 février 2005 (voir ci-dessous), mais n'avait pas été mise en place par Jacques Chirac à la suite de la polémique qu'elle avait suscitée[3]

## La loi du 23 février 2005
En 2005, il est à l'origine de la fameuse loi du 23 février 2005, « loi portant reconnaissance de la Nation et contribution nationale en faveur des Français rapatriés ». L'article 4 de cette loi, d'origine parlementaire (sous-amendement du député Christian Vanneste adopté sans opposition du gouvernement) a fait naître en France une importante polémique sur le rôle positif de la colonisation. La polémique ayant pris dans le pays une ampleur telle que cet article 4 a été retiré par le président de la République après saisine du Conseil constitutionnel.
Certaines associations de harkis n’approuvent pas la thèse que la colonisation ait présenté des « aspects positifs », thèse affirmée par l’article 4 de la loi, abrogé en janvier 2006 (voir loi du 23 février 2005).
Les articles 6 et 9 de la loi du 23 février 2005 :
Par un arrêt « Comité Harkis et Vérité C/ Gouvernement français » du 6 avril 2007, le Conseil d'État a jugé les articles 6 et 9 de la loi du 23 février 2005 comme contraires à la Convention européenne des droits de l'Homme. Ces deux articles opéraient en matière de droits des familles de harkis une discrimination en fonction du mode d'acquisition de la nationalité du harki demandeur. Le gouvernement a annoncé en fin d'année 2007 lors du vote de la loi de finances pour 2008 que la loi du 23 février 2005 allait être modifié pour être mise en conformité avec le droit international. Tous les harkis à qui le gouvernement avait refusé leurs droits vont pouvoir y prétendre.
En outre, par un autre arrêt du 6 avril 2007, les circulaires ayant servi de fondement à la politique gouvernementale à destination des familles de harkis ont été déclarées illégales par le plus haute juridiction administrative.

## Fonctions ministérielles
- 2002-2004 : secrétaire d'État aux Anciens combattants[1].
- 2004-2007 : ministre délégué aux Anciens combattants[1].

## Distinctions
- Grand officier de la Légion d'honneur (2012[4])
- Chevalier de l'ordre national du Mérite
- Croix de la Valeur militaire
- Médaille coloniale